# Outsider
Outsider (z ang. outside – „na zewnątrz”), wyobcowany – człowiek pozostający na uboczu społeczeństwa, nieangażujący się bezpośrednio w bieżące sprawy. Termin ten został rozpowszechniony przez Colina Wilsona dzięki głośnej powieści wydanej w 1956 r. Outsider, gdzie zawarł kilka typów osobowości opisujących outsidera. Outsiderami nazywano hippisów. 
Takie zachowanie może być w pełni świadomym działaniem człowieka obojętnego wobec norm, zwyczajów, praw lub mody aktualnie panujących w społeczeństwie. Outsider jest samotnikiem, dla którego głównym celem jest identyfikacja własnych przeżyć oraz zrozumienie swojego charakteru, poszukujący doświadczeń mających zapewnić mu wiedzę na temat własnego istnienia. Poszukujący wolności duchowej nie określa wprost własnej tożsamości, lecz próbuje ją poznać. Człowiek z mianem outsidera cierpi na poczucie wyobcowania oraz nierzeczywistości, ponieważ nie potrafi zidentyfikować się z żadną grupą w swoim środowisku, które uważa za bezmyślnie skonstruowane oraz powtarzalne.